# カツオブシムシ
カツオブシムシ（鰹節虫）は、甲虫目カブトムシ亜目カツオブシムシ科（Dermestidae）の昆虫の総称。

## 概要
幼虫はたくさんの細毛に覆われており、繊維質のものを食害する害虫である。ヒメカツオブシムシやヒメマルカツオブシムシなどの場合、幼虫のみが繊維質を餌とし、成虫は花の蜜を餌としている。食性についてはヒメカツオブシムシもヒメマルカツオブシムシも動物質・植物質いずれの食物も摂食するが、ヒメカツオブシムシは植物質のみでは生育できないのに対し、ヒメマルカツオブシムシはいずれの食物でも生育できる。干からびた動物のタンパク質を食べ、骨は食べないという性質を利用して、ハラジロカツオブシムシの幼虫は脊椎動物の骨格標本作りにも利用されている。
Trogoderma は穀物にたかり、Thaumaglossa はカマキリの卵嚢を好む。

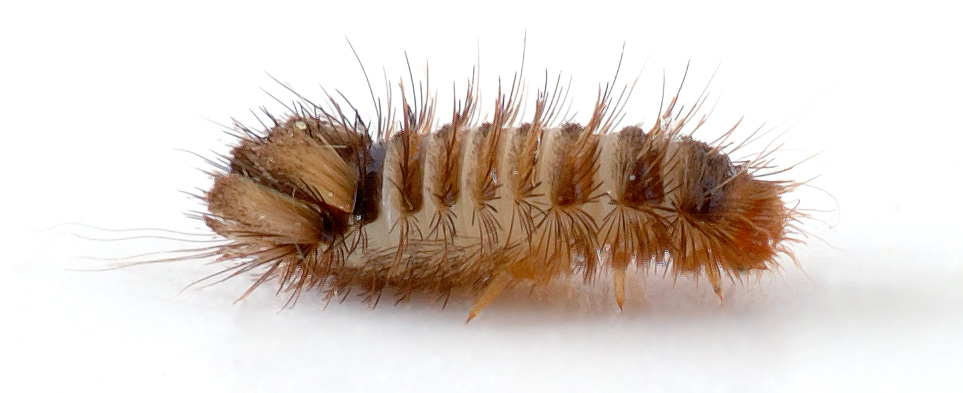
ヒメマルカツオブシムシの幼虫
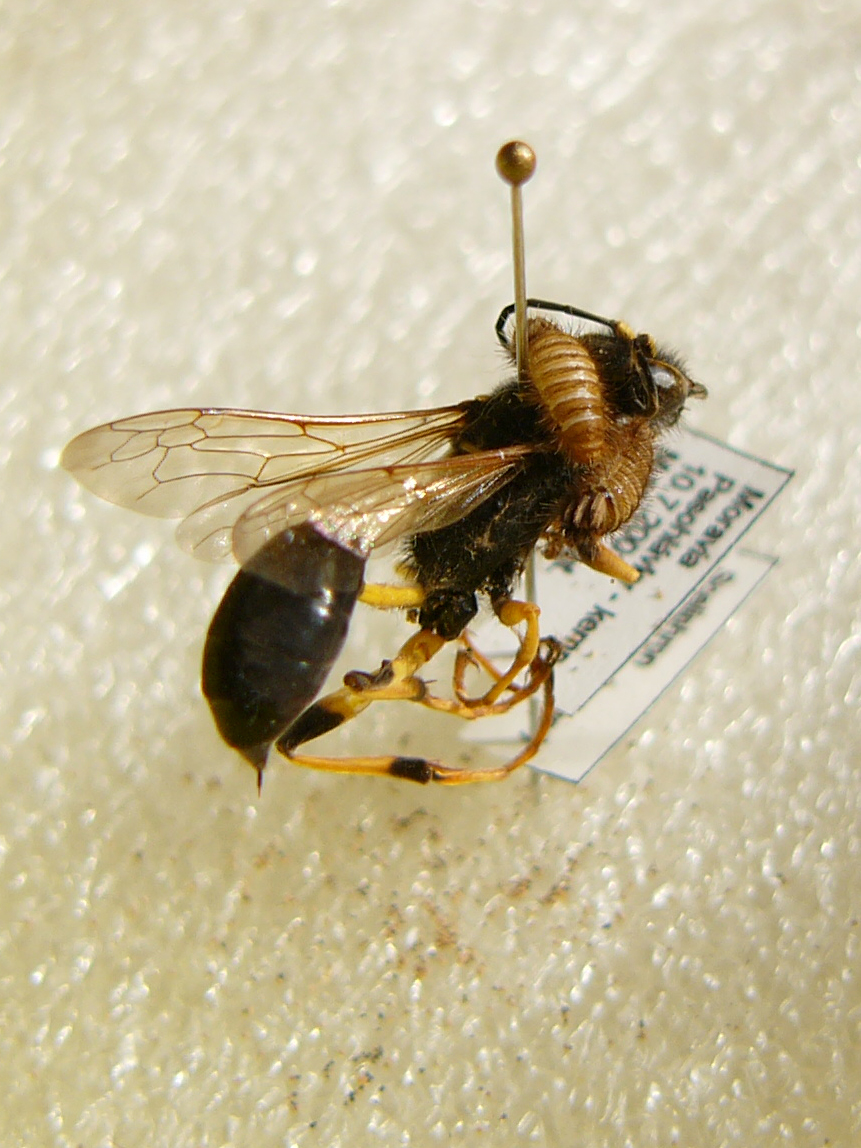
ドロジガバチ属の一種 Sceliphron destillatorius の標本を食害する幼虫

## 幼虫による被害
ヒメカツオブシムシやヒメマルカツオブシムシは成虫が野外で花蜜を吸って生活しているのに対し、幼虫は皮革、毛織物、蚕繭などを食害する。一般に、衣類や生物標本の防虫剤などで防ぐ害虫は本グループの昆虫である。
博物館、美術館、資料館などでも書物の皮表紙や羊皮紙、展示ケース内に敷かれたフェルト、乾燥動植物標本などが被害にあうことが少なくない。中尊寺金色堂の奥州藤原氏のミイラも幼虫による被害を受けていた。
なお、幼虫のカツオブシムシに人毛を与えると摂食が確認された。ただし、詳しい摂取量については未測定である。

## 日本に分布している代表的な種類
- ホソマメムシ Trogoderma inclusum
- オビカツオブシムシ Attagenus fasciatus(Thunberg)
- アカオビカツオブシムシ Dermestes vorax
- ハラジロカツオブシムシ Dermestes maculatus  de Geer
- カドムネカツオブシムシ Dermestes coarctatus  Harold
- ケアカカツオブシムシ Dermestes tessellatocollis  Motschulsky
- シモフリカツオブシムシ
- フイツカカツオブシムシ
- トビカツオブシムシ Dermestes ater  de Geer
- スジカツオブシムシ Trogoderma inclusum freudi
- ヒメカツオブシムシ Attagenus unicolor japonicus
- シラホシカツオブシムシ Attagenus pellio
- カマキリタマゴカツオブシムシ Thaumaglossa rufocapillata
- アカマダラカツオブシムシ Trogoderma inclusum
- シロオビカツオブシムシ Anthrenus nipponensis  Kalik et N.Ohbayashi
- ヒメマルカツオブシムシ Anthrenus verbasci
- ベニモンカツオブシムシ Orphinus japonicus  Arrow
- チビケカツオブシムシ Trinodes rufescens Reitter
- ヒメアカカツオブシムシ Trogoderma granarium Everts [Dermestidae]　インド原産であり、アジア、アフリカ、ヨーロッパ等に分布している。日本では、1960年代に発見されたが根絶された。